# Saint-Jean-du-Thenney
 Saint-Jean-du-Thenney  là một xã của tỉnh Eure, thuộc vùng Normandie, miền bắc nước Pháp.